# Свирский сельсовет
Сви́рский сельсовет (Свірскі сельсавет) — административно-территориальная единица в составе Мядельского района Минской области Белоруссии. Административный центр — Свирь.

## История
12 октября 1940 года образован Свипский поселковый Совет. 28 июня 2013 года Свирский поселковый Совет упразднён и образован Свирский сельсовет.

## Состав
Свирский сельсовет включает 334 населённых пункта:
- Бакшты — деревня
- Балдук — хутор
- Богатьки — деревня
- Больково — деревня
- Больковщизна — деревня
- Борисы — деревня
- Венцевичи — деревня
- Володьки — деревня
- Ворошилки — деревня
- Грумбиненты — деревня
- Дубники — деревня
- Засвирь — деревня
- Ивановка — деревня
- Ключатки — деревня
- Колодно — деревня
- Комарово — деревня
- Константиново — деревня
- Корки — деревня
- Куркули — деревня
- Лукашевичи — деревня
- Лущики — деревня
- Нарейши — деревня
- Нетьки — деревня
- Новосёлки — деревня
- Олешки — деревня
- Ольшево — деревня
- Семки — деревня
- Старая — деревня
- Стрипелишки — хутор
- Фалевичи — деревня
- Чёрная Лужа — хутор
- Януковичи — деревня
- Яцины — деревня
- Свирь — городской посёлок

Упразднённые населённые пункты:
- Ридупля — хутор

## Производственная сфера
- ОАО «Свирь-агро»
- Свирский участок РПУП «Мядельское ЖКХ»
- ПАСП г. п. Свирь
- Свирский участок филиала «ДЭУ № 66»
- Свирский участок РЭС
- Константиновское лесничество ГПУ «НП „Нарочанский“»

## Социально-культурная сфера
- Учреждения образования: ГУО «Свирский УПК д/с-СШ», ГУ «Свирский сельскохозяйственный профессиональный лицей»,
- Учреждения культуры: ГпДК г.п. Свирь, поселковая библиотека г.п. Свирь, СДК д. Комарово, сельская библиотека д. Комарово, сельская библиотека д. Константиново

Учреждения здравоохранения: ГУ «Свирский психоневрологический дом-интернат», Свирская участковая больница, фельдшерско-акушерские пункты д. Комарово, д. Константиново

## Туризм и отдых
- Спортивно-оздоровительная база «Свирь» ГУ «Минская областная комплексная специализированная детско-юношеская школа олимпийского резерва»
- База отдыха «Лесная поляна»